# Baratha pushta
Baratha pushta е вид ракообразно от семейство Gecarcinucidae.

## Разпространение
Видът е разпространен в Индия (Керала).